# Катастрофа Boeing 707 у Гваделупі (1968)
У вівторок 5 березня 1968 року на острові Гваделупа під час заходу на посадку в аеропорт Пуент-а-Пітр зазнав катастрофи Boeing 707-328C компанії Air France, внаслідок чого загинули всі 63 особи, що перебували на борту.

## Літак
Boeing 707-328C з бортовим номером F-BLCJ (заводський — 19724, серійний — 667) і під назвою Chateau de Lavoute Polignac був виготовлений корпорацією Боїнг у 1968 році й 31 січня здійснив свій перший політ. Чотири турбореактивних двигуни моделі Pratt & Whitney JT3D-3B розвивали силу тяги 4×18 тисяч фунтів. 24 січня авіалайнер, який мав лише 46 льотних годин, отримала компанія Air France.

## Катастрофа
Літак виконував рейс AF212 з Сантьяго до Парижа з проміжними зупинками в Кіто, Каракасі, Пуент-а-Пітрі та Лісабоні. Пілотував його екіпаж на чолі з командиром (КВС) Ендрю Віарсом (англ. André Viars). О 19:27 Боїнг вилетів із аеропорту Каракаса, а о 19:53 екіпаж вийшов на зв'язок з диспетчерським центром у Піарко і доповів про заняття ешелону 330 (33000 футів або 10 кілометрів) і про розрахункову тривалість польоту 1 година 8 хвилин, досягнення точки початку зниження о 20:09 і посадки в аеропорту Пуент-а-Пітра о 20:32. На борту авіалайнера перебували 11 членів екіпажу і 52 пасажири.
О 20:09 екіпаж рейсу 212 запросив дозвіл на зниження через п'ять хвилин. Диспетчер у Піарко дозволив спуск до ешелону 90 (9000 футів або 2743 метри) з доповіддю про проходження ешелону 150 (15 тисяч футів або 4572 метри). О 20:14, на три хвилини раніше ніж за планом польоту, екіпаж доповів про початок зниження, а через сім хвилин о 20:21 — про проходження висоти 150. Диспетчер в Піарко дозволив їм подальшим спуск і дав вказівку переходити на зв'язок з диспетчером підходу Пуент-а-Пітра, а також попередив про літак (DC-4) на ешелоні 80 (8000 футів або 2438 метрів), що летів з Мартиніки, розрахунковий час посадки якого в Гваделупі становив 20:44. О 20:24 рейс 212 зайняв ешелон 90.
Після декількох невдалих спроб, о 20:29 екіпаж нарешті зв'язався з диспетчерською вишкою Пуент-а-Пітра о 20:29. Диспетчер повторно дав дозвіл знижуватися до висоти 90, а також повідомив, що рівень аеродрому становить 1016 кПа, дав вказівки щодо схеми заходження на посадку на ЗПС 11 і зажадав доповідь про спостереження смуги. Передана схема приземлення була відносно новою й відрізнялася від колишньої. Далі Боїнг пролетів над яскраво освітленим містом, яке пілоти прийняли за Пуент-а-Пітр і зробили висновок, що до аеропорту залишилося летіти близько хвилини. Насправді цим містом був Бас-Тер, що лежить на узбережжі Гваделупи.
Неправильно визначивши своє місце розташування, о 20:29:35 екіпаж доповів про висоту польоту 90 і розрахунковий час досягнення аеропорту через 1-1,5 хвилини. Менш ніж через хвилину з літака доповіли про те, що вони бачать смугу, на що отримали дозвіл знижуватися і виконувати візуальний захід на посадку на ЗПС 11. Перебуваючи насправді над гористою місцевістю, рейс 212 почав знижуватися і пройшов Сен-Клод на висоті 4400 футів (1341 метр). О 20:32 на висоті 3947 футів (1203 метри, за іншими даними — 1263 метри) Боїнг врізався в схил вулкана Суфрієр і вибухнув. Всі 63 особи на борту загинули.

## Причини
Причиною катастрофи називають передчасне зниження в умовах візуального польоту вночі в гористій місцевості. Оскільки дані з бортових самописців не були розшифровані, то послідовність дій екіпажу, що привела до катастрофи, встановити виявилося неможливо.